# Chlorophytum saundersiae
Chlorophytum saundersiae är en sparrisväxtart som först beskrevs av John Gilbert Baker, och fick sitt nu gällande namn av Inger Nordal. Chlorophytum saundersiae ingår i släktet ampelliljor, och familjen sparrisväxter. Inga underarter finns listade i Catalogue of Life.